# Футбольный матч Венгрия — Англия (1954)
Футбольный матч Англия — Венгрия был сыгран между сборными командами Венгрии и Англии 23 мая 1954 года. Англичане уже встречались со сборной Венгрии: венгры разгромили англичан на их поле со счётом 6:3. Матч-реванш состоялся в Будапеште, и завершился с итоговым счётом 7:1 в пользу сборной Венгрии. Поражение 7:1 по сей день является крупнейшим в истории английской национальной сборной.

## До матча
Под руководством Густава Шебеша Венгрия не проигрывала с мая 1950 года, и выиграла Олимпиаду 1952 года в финской столице. Именно Венгрия считалась главным фаворитом предстоящего мирового первенства в Швейцарии. 
Венгерские футболисты годом ранее уже разгромили сборную Англии со счётом 6:3 на «Уэмбли» — впервые небританская команда обыграла Англию на английской земле.
Футбольная ассоциация Англии предполагала, что английские футболисты технически и физически превосходили всех остальных, а поражение 25 ноября 1953 года от Венгрии объясняли недооценкой соперника. Все тактические и тренерские зарубежные достижения были проигнорированы, английская сборная и большинство клубов продолжают играть по устаревшей системе «WM». Тренер сборной Уолтер Уинтерботтом не имел тренерского опыта, а состав сборной Англии собирала ФА, которая далеко не всегда делала верный выбор.

## Дата и посещаемость
Матч состоялся 23 мая 1954 года на стадионе «Непштадион» в столице Венгрии — Будапеште. Игру посетило 92 000 человек.

## Сборная Англии
Сборная Англии вышла на матч, используя стандартную схему «WM»; в стартовый состав вошли ведущие игроки сборной: капитан Билли Райт, вратарь Гил Меррик, вингер Том Финни и оттянутый форвард Айвор Бродис; в то же время центральный нападающий Бедфорд Джеззард дебютировал в стартовом составе сборной Англии.

## Сборная Венгрии
Венгерская команда играла по стандартной схеме 4-2-4. Йожеф Божик играл на позиции опорного полузащитника, Нандор Хидегкути был на позиции атакующего полузащитника. Ференц Пушкаш и Шандор Кочиш были на позиции центральных нападающих, фланговые нападающие — Золтан Цибор и Йожеф Тот.

## Первый тайм

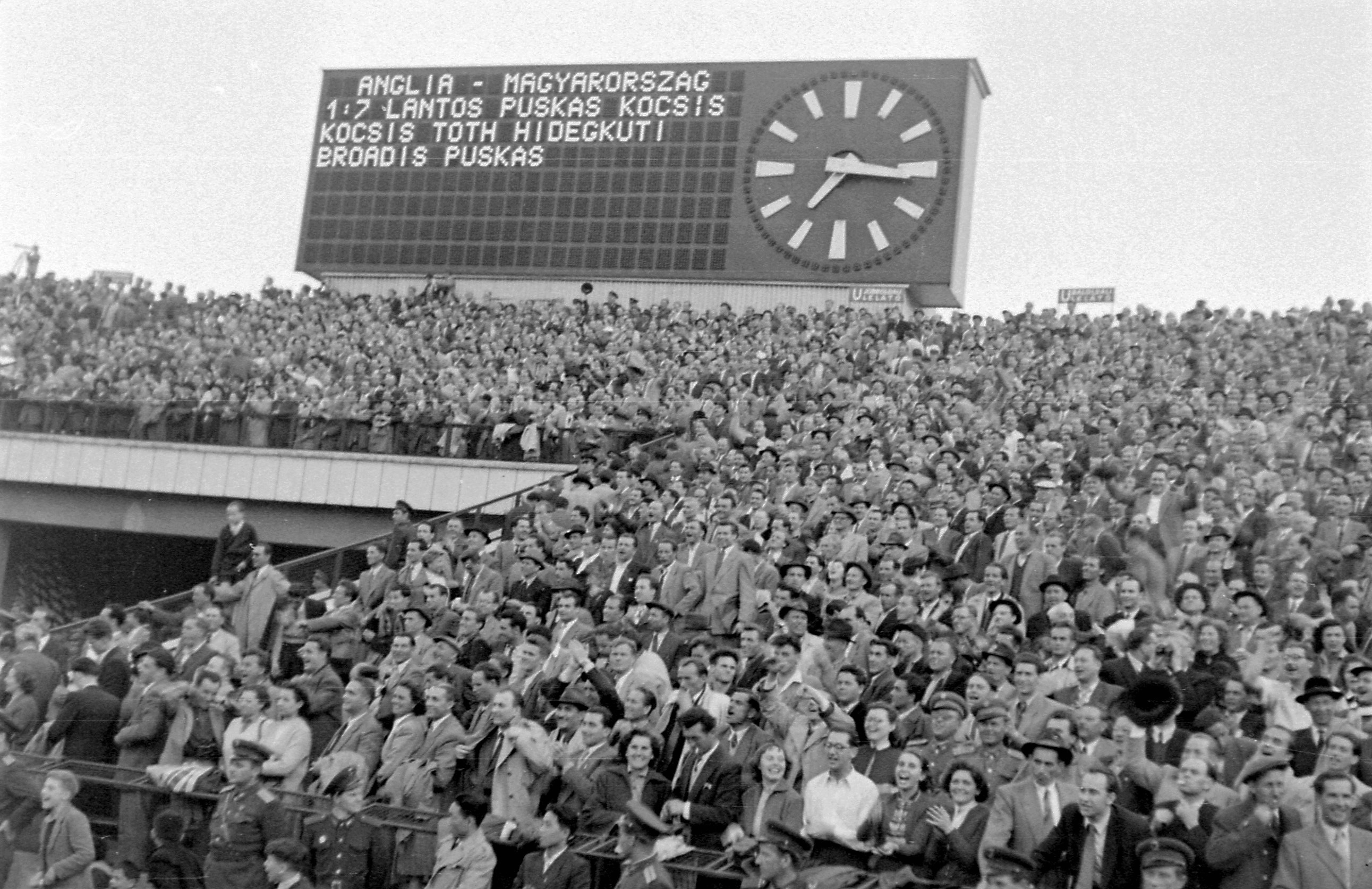
Заполненные трибуны «Непштдион» ликуют после разгрома Венгрией англичан

Венгрия сразу же завладела инициативой; на протяжении всего матча венгры имели подавляющее преимущество во владении мячом. Венгры скорректировали свою игру после победы 6:3, а англичане уроков из домашнего поражения не извлекли.
Михай Лантош открыл счёт на 10 минуте матча; спустя семь минут лидер сборной Ференц Пушкаш удвоил венгерское преимущество, а ещё спустя две минуты Шандор Кочиш сделал счёт 3:0. Венгрия доминировала на протяжении всего первого тайма.

## Второй тайм
Второй тайм продолжился в том же ключе: Кочиш оформил дубль уже к 57-й минуте, Нандор Хидегкути на 59 минуте забил пятый, Йожеф Тот на 63 минуте — шестой, а на 71 минуте Ференц Пушкаш также оформил дубль. Тактические действия Англии были ужасны, «гол престижа» на 68 минуте забил Айвор Бродис.

## После матча
Результат матча подтвердил то, что Англия более не являлась доминирующей футбольной силой. Игра показала, что предыдущее поражение 6:3 на Уэмбли — не случайность и что англичанам надо перенимать зарубежный опыт.

### Детали
| Венгрия                                                                 | 7:1     | Англия     |
| ----------------------------------------------------------------------- | ------- | ---------- |
| - Лантош 10′ - Пушкаш 17′ 71′ - Кочиш 19′ 57′ - Хидегкути 59′ - Тот 63′ | (отчёт) | Бродис 68′ |

| Венгрия | Англия |